# Santa Cruz de Yojoa
Santa Cruz de Yojoa è un comune dell'Honduras facente parte del dipartimento di Cortés.
Il comune venne istituito nel 1864.